# 清水凜
清水 凜（しみず りん、2000年3月14日 - ）は日本の女優。フリーランス。東京都出身。アイドルグループ「buGG」元メンバー。

## 来歴
劇団東俳にて芸能活動を開始（2011年 - 2016年）。2017年4月から2024年4月までスターレイプロダクションに所属していた。

## 人物
- 好きな物：サウナ
- チャームポイント：泣きぼくろ
- 憧れの人：佐々木彩夏、満島ひかり
- 愛称：りんてゃ
- 資格：サウナ・スパ健康アドバイザー[2]

## 出演

### TV
- 『時々迷々 ホメカード』NHK
- 『子ども社会見学』読売テレビ
- 金曜プレステージ『堂場瞬一サスペンス 逸脱 捜査一課・澤村慶司』フジテレビ 畑野泰代・幼少期役

### MV
- GReeeeN『僕らの物語』
- AOAZA『UVB-76』

### ネット配信番組
- Amazonプライムビデオ『InvisibleTOKYO アイドルの臨界点』

### 台湾ドラマ
- 『愛情來的時候 A Time of Love -日本篇』女子高生役

### 舞台
2011年 - 2014年
- 劇団東俳「二十四の瞳」（2011年9月、吉祥寺・前進座劇場） - 里子 役
- 劇団東俳「真夏の夜の夢」（2012年9月、北千住・シアター1010） - けしの実カレン 役
- アリスインプロジェクト「セブンフレンズ・セブンミニッツ」時組（2014年12月17日 - 21日、新馬場・六行会ホール） - 小暮知里 役

2015年
- アリスインプロジェクト「ラストホリデイ2015」月組（2015年4月29日 - 5月10日、池袋・シアターKASSAI） - 鰐口優花 役
- 劇団東俳「希望のカノン」A班（2015年8月22日、池袋・豊島公会堂） - 林さつき 役
- 劇団東俳「空白」（2015年9月4日 - 6日、池袋・豊島公会堂） - ミユ 役
- 劇団東俳「法廷のマリーゴールド」（2015年12月、駒込・劇団東俳テアトロ館）

2016年
- 劇団東俳「正義の徒花」（2016年6月、駒込・劇団東俳テアトロ館）

2017年
- アリスインプロジェクト「イマジカル・マテリアル」（2017年3月15日 - 20日、新宿村LIVE） - ミスト 役
- アリスインプロジェクト「名探偵はじめました2017」（2017年5月3日 - 8日、新宿・シアターブラッツ） - 山吹千佳良 役
- UDA☆MAP「新宿☆アタッカーズseason2-熱海殺人事件-」（2017年8月9日 - 14日、池袋・シアターKASSAI） - お風 役
- SANETTY Produce「学園コレクション」（2017年9月28日 - 10月1日、中野HOPE） - 水泳部キャプテン森元 役
- Air studio「いや、ばれるで、こりゃ。」A班（2017年11月8日 - 12日、新宿・スターフィールド） - 内田美穂子 役
- 犀の穴プロデュース「ONE DAY」（2017年12月20日 - 24日、十条・犀の穴） - ステラ 役

2018年
- 「音楽劇ヨルハVer1.2」（2018年2月9日 - 13日、北千住・THEATRE1010） - マーガレット 役
- 犀の穴プロデュース「最後の1フィート」第三話（2018年3月21日 - 25日、十条・犀の穴） - 真壁梨沙/相田早苗 役
- SEPT×オバケストラ「オバケストラ!」（2018年7月11日 - 16日、新宿・シアターサンモール） - 白薬 役
- 蜂巣和紀単独イベント『蜂巣祭〜2018夏の陣〜』「桃子」（2018年9月1日 - 2日、池袋・Cafe&Bar木星劇場） - パトラッシュ 役
- SANETTY Produce「Over Smile」（2018年9月17日、CBGKシブゲキ!!） - 日替わりゲスト ウェイトレス 役
- 「君死ニタマフ事ナカレ 零_改」（2018年11月29日 - 12月9日、CBGKシブゲキ!!） - ボタン 役

2019年
- 劇団6番シード「未来切符〜ミライとカコの6つの物語〜」 - カコ編：カコ 役/ミライ編：ミライちゃん 役
  - 東京公演（2019年5月1日 - 6日、下北沢・Geki地下Liberty）
  - 滋賀公演（2019年5月10日 - 12日、滋賀里劇場）

- D.K HOLLYWOOD「THE BOOGIMAN」（2019年7月3日 - 7日、新宿・シアターサンモール） - 早乙女鯉 役
- アリスインプロジェクト「アリスインアリスinデッドリースクール」（2019年12月12日 - 22日、池袋・シアターKASSAI） - 日替わりゲスト 竹内珠子 役

2021年
- Girls feather「サンサーラ式葬送入門-普賢篇-」Aチーム（2021年2月4日 - 14日、池袋・シアターKASSAI） - 黒船泊 役
- アサルトリリィ×私立ルドビコ女学院「シュベスターの祈り」（2021年5月28日 - 6月6日、池袋・シアターグリーン BIG TREE THEATER） - 佐野・マチルダ・こころ 役
- アサルトリリィ×私立ルドビコ女学院「シュベスターの秘密」（2021年10月15日 - 24日、中野・ザ・ポケット） - 佐野・マチルダ・こころ 役

2022年
- アサルトリリィ×私立ルドビコ女学院「白きレジスタンス〜約束の行方〜」（2022年6月30日 - 7月6日、新宿・スペース・ゼロ） - 佐野・マチルダ・こころ 役
- ガールズ演劇ユニット【メイホリック】「メイドランカー! 詰り蹴落とし跪け乙女」（2022年11月23日 - 26日、渋谷・CBGKシブゲキ!!） - カクタス 役

2023年
- アサルトリリィ×私立ルドビコ女学院「白きレジスタンス〜真実の刃〜」（2023年8月19日 - 23日、大手町三井ホール） - 佐野・マチルダ・こころ 役
- ILCA×HIKE×アリスインプロジェクト「降臨SOUL」（2023年11月23日 - 12月3日、中目黒キンケロシアター） - 前田利家 役

2024年
- 劇団6番シード「Life is Numbers」クローバーside（2024年5月2日 - 7日、大塚・萬劇場） - 暮林三美 役
- 壱人前企画「メアリーの怪物」（2024年6月5日 - 9日、中野・ザ・ポケット） - ネーガ 役
- UDA☆MAP「魁☆パラダイムシフト」（2024年7月3日 - 7日、大塚・萬劇場） - ケメコ 役
- πTOKYO夏の朗読祭り「夏砂に描いた」Aチーム（2024年7月16日 - 21日、赤坂・πTOKYO） - 君 役
- 感謝の日々を「緋は退紅に燃ゆ」（2024年8月7日 - 11日、大塚・萬劇場） - 中野優子 役
- ILCA×HIKE×アリスインプロジェクト「降臨SOUL〜風燐火斬〜」（2024年9月25日 - 29日、六行会ホール） - 前田利家 役
- Toy Late Lie「明日死ぬ私のやりたい100のこと。」（2024年10月11日 - 13日、大阪市立芸術創造館） - 向井美紗子 役
- END es PRODUCE「D-ystopia〜終わりの始まり〜」（2024年11月6日 - 10日、六行会ホール） - 鳳蝶 役
- Studio K'z「召喚アウトロー」（2024年12月4日 - 8日、萬劇場） - ギロチン・トーチャー 役
- Poppin' Shower「星空ハーモニー2024」♯チーム（2024年12月25日 - 29日、池袋・シアターグリーンBIG TREE THEATER） - 如月優美 役

2025年
- ピウス「アサルトリリィ・シュツルム」〜サングリーズル編〜（2025年4月25日 - 30日、かめありリリオホール）松永遊糸 役
- ILCA×HIKE×アリスインプロジェクト「降臨SOUL〜是非ニ及バズ〜」（2025年5月21日 - 25日、六行会ホール） - 前田利家 役
- 三上俊×長谷川太郎「ロイヤルカルテット」（2025年6月24日 - 29日、エビスSTARバー） - 村主亜衣 役
- 劇団6番シード「メイツ!〜ブラウン管の向こうへ〜」（2025年7月30日 - 8月3日、池袋・シアターグリーン BIG TREE THEATER） - キョン 役

### ネット配信
- らんくう「オンライン朗読劇『葉桜と魔笛』[55]」（2020年10月20日、Vimeo）

## ユニット
- T＊shineベイビ→ズ（2014年5月 - 2016年11月） - 劇団東俳によるアイドルグループ。2014年5月、東俳アワーにて「アイドル実行委員会」として活動開始。2014年7月にグループ名が「T＊shineベイビ→ズ」に決定。2019年12月に解散した。
- TOKYO PiXiON（2018年5月 - 10月）

- buGG（2018年10月 - 2024年4月）